# أوين ويلانز ريتشاردسون

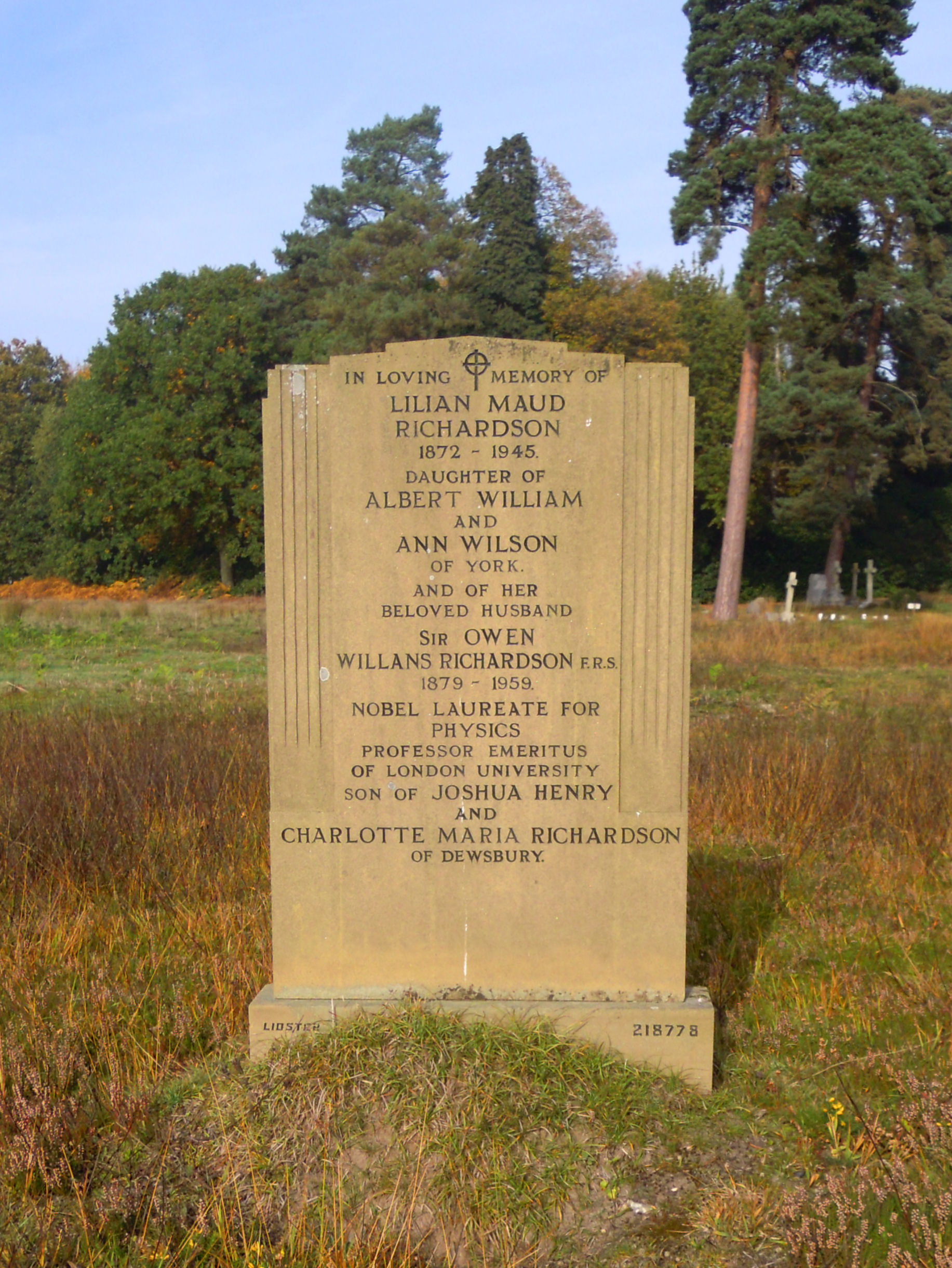
قبر ريتشاردسون في مقبرة بروكوود

أوين ويلانز ريتشاردسون (بالإنجليزية: Owen Willans Richardson)‏ (مواليد 26 أبريل 1879 - 15 فبراير 1959) كان عالم فيزياء بريطاني وبروفسور في جامعة برنستون بين عامي 1906 و 1913، حصل على جائزة نوبل في الفيزياء عن أعماله في اكتشاف الانبعاث الحريوني Thermionic emissions الذي أدى إلى قانون ريتشاردسون.

## روابط خارجية
- أوين ويلانز ريتشاردسون على موقع الموسوعة البريطانية (الإنجليزية)
- أوين ويلانز ريتشاردسون على موقع مونزينجر (الألمانية)
- أوين ويلانز ريتشاردسون على موقع إن إن دي بي (الإنجليزية)